# Deliciosamente amoral
 Deliciosamente amoral és una pel·lícula argentina filmada en colors dirigida per Julio Porter segons el seu propi guió escrit en col·laboració amb César Tiempo, estrenada el 27 de febrer de 1969 i protagonitzada per Libertad Leblanc, Guillermo Bredeston, Myriam de Urquijo i Rodolfo Onetto.

## Sinopsi
Una dona que viu una doble vida sota l'empara de la seva mare busca aconseguir els seus propòsits sense importar-li els mitjans.

## Repartiment
Van col·laborar al film els següents intèrprets:
- Libertad Leblanc
- Guillermo Bredeston
- Myriam de Urquijo
- Rodolfo Onetto
- Roberto Airaldi
- Guillermo Battaglia
- Héctor Méndez
- Maurice Jouvet
- Horace Lannes
- Osvaldo Brandi
- Zaima Beleño
- Daniel Riolobos
- Juan José Míguez
- Pochi Grey
- Carlos Fioriti
- Nelly Prono
- Lalo Malcolm

## Comentaris
Clarín va dir:
| « | «Porter aconsegueix un film d'intens acostament a la sensibilitat del públic que es mostra àmpliament receptiu a les alternatives del drama.» | » |

La Nación va opinar: 
| « | «L'adaptació cinematogràfica, per haver d'allunyar-se d'una acció dramàtica cenyida al text, va desplaçar cap a...Libertad Leblanc tot l'interès (visual) recurs no gaire lícit, però...recurs a la fi..» | » |

Jaime Potenze va escriure a La Prensa:
| « | «Fóra interessant saber si un film que relata les aventures d'una prostituta el nuvi de la qual és retardat, el seu presumpte pare viu emborratxant-se, la seva mare administra les sortides de la seva filla amb homes generosos i madurs que l'ajuden, entre els quals es compta fins a un sotssecretari de ministeri, i on apareix una mòdica orgia, està dins d'aquest estil que es busca implantar per decret al cinema nacional.» | » |

## Galeria

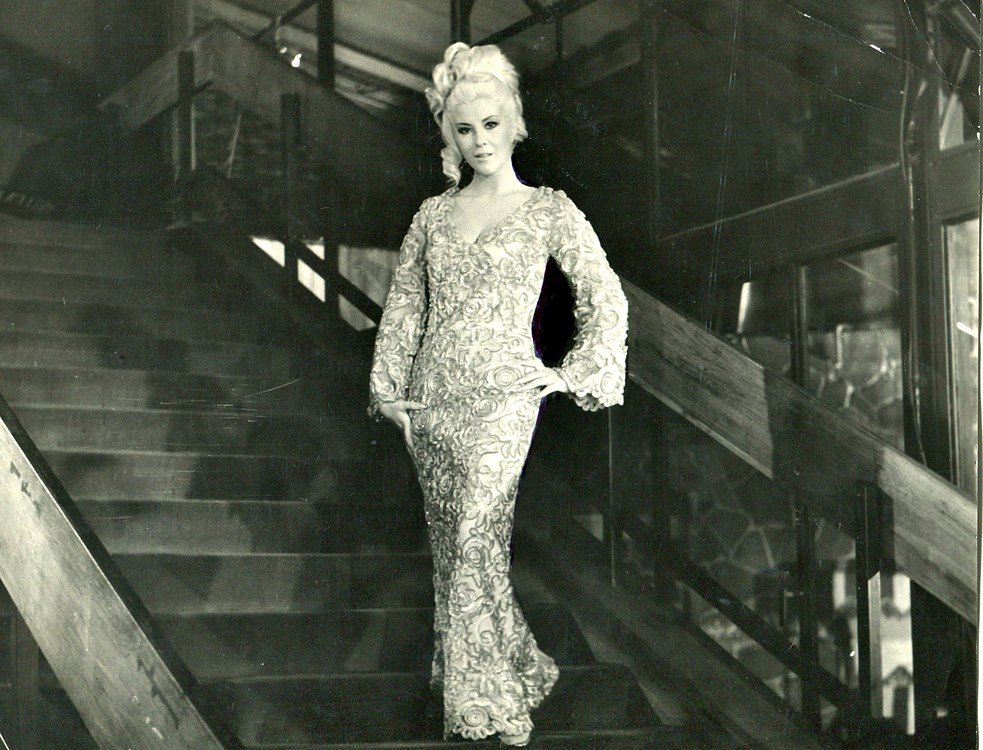
Libertad Leblanc a la pel·lícula
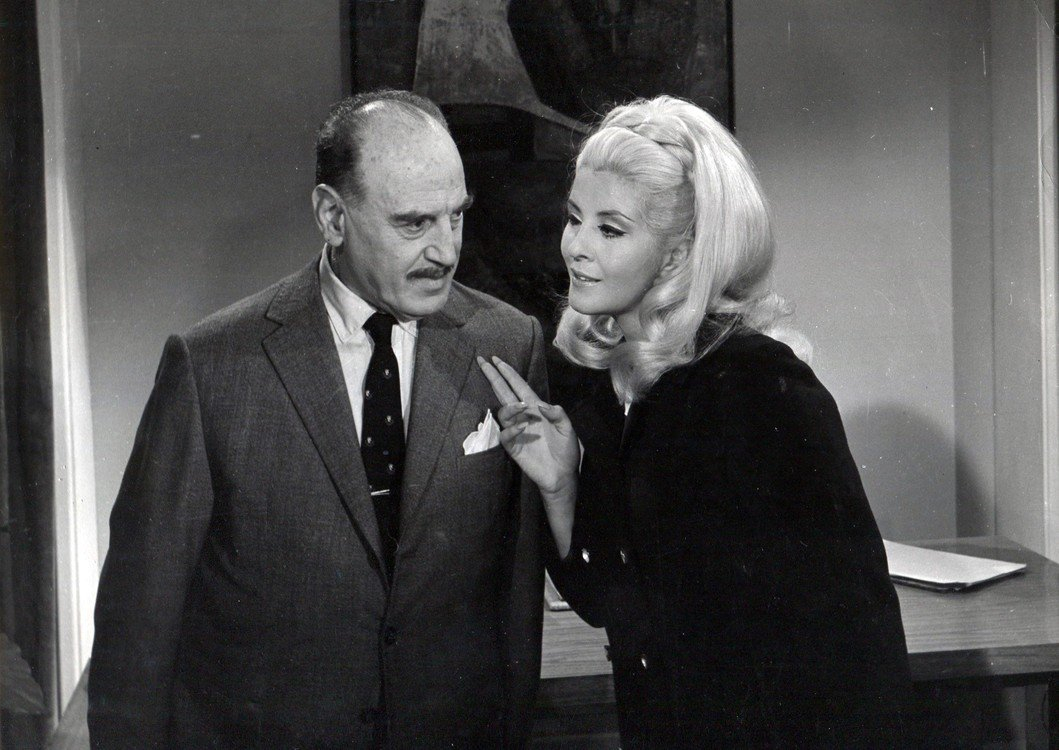
Leblanc i Guillermo Battaglia a la pel·lícula
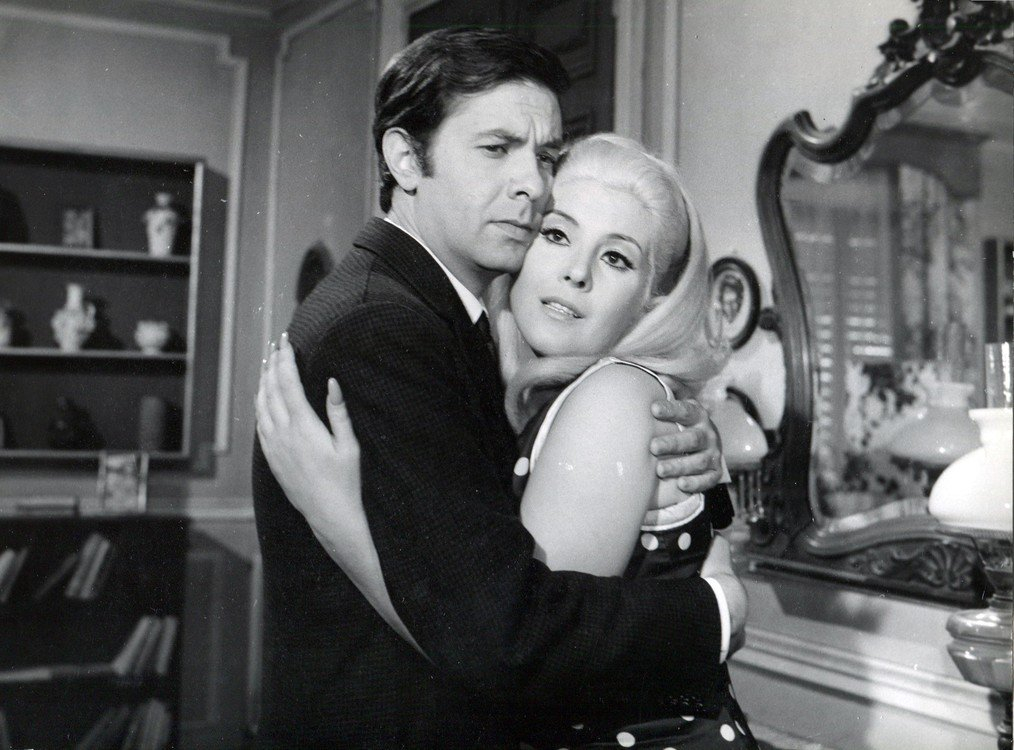
Leblanc i Guillermo Bredeston a la pel·lícula
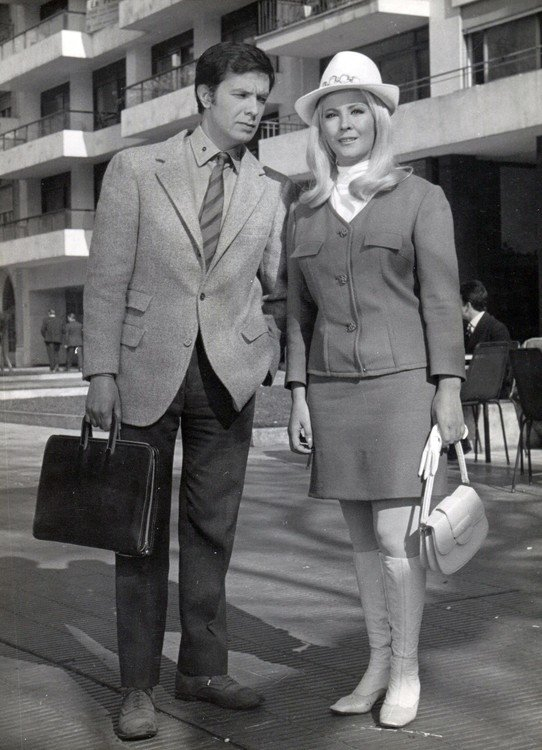
Leblanc i Bredeston a la pel·lícula
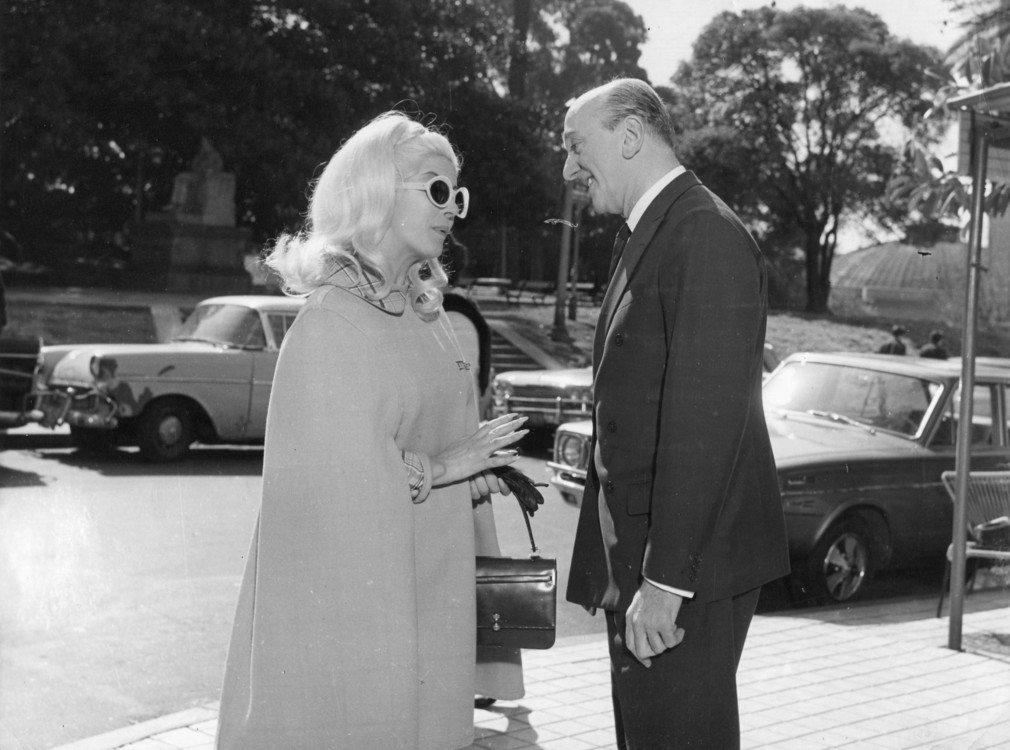
Leblanc i Héctor Méndez a la pel·lícula
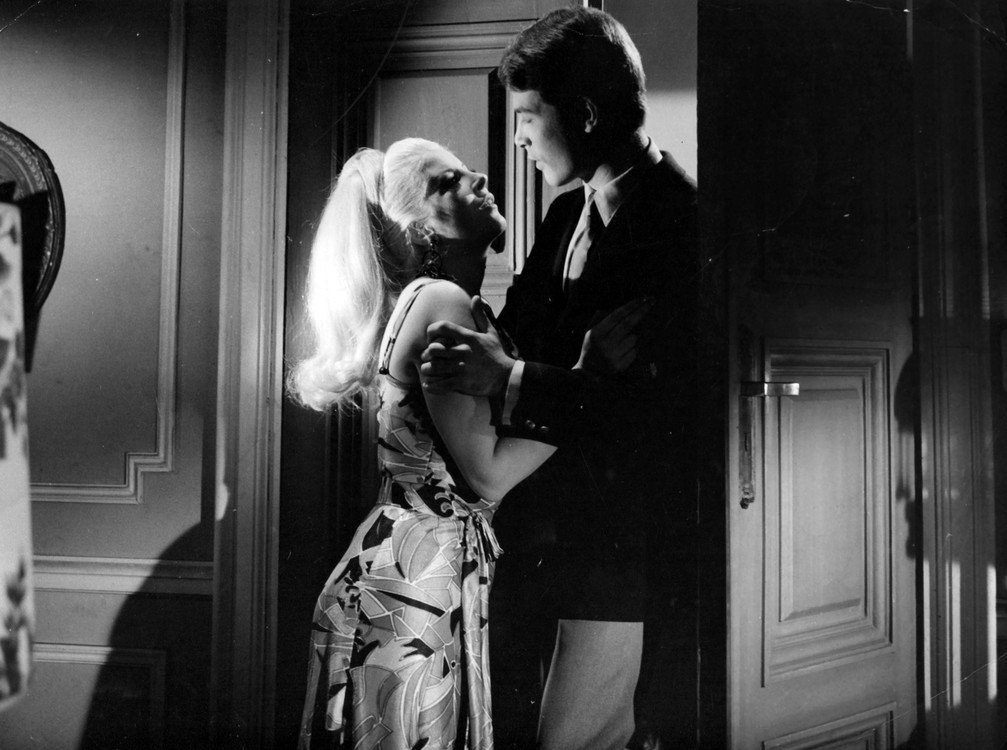
Leblanc u Osvaldo Brandi a la pel·lícula